# ラグビーワールドカップ2019・決勝
ラグビーワールドカップ2019・決勝は、11月2日に神奈川県横浜市港北区の横浜国際総合競技場で行われた、第9回目のラグビーワールドカップの決勝である。試合開始は日本時間午後6時。

## 背景
2003年大会以来2度目の優勝を目指すイングランドと2007年大会以来3度目の優勝を目指す南アフリカが決勝に進出。両者のW杯での対戦は2007年決勝以来となる。

## 決勝への道のり
| プールC        | 試 | 勝 | 分 | 負 | TF | 得  | 失  | 差   | BP | 点 |
| -------------- | -- | -- | -- | -- | -- | --- | --- | ---- | -- | -- |
| イングランド   | 4  | 3  | 1  | 0  | 17 | 119 | 20  | +99  | 3  | 17 |
| フランス       | 4  | 3  | 1  | 0  | 9  | 79  | 51  | +28  | 1  | 15 |
| アルゼンチン   | 4  | 2  | 0  | 2  | 14 | 106 | 91  | +15  | 3  | 11 |
| トンガ         | 4  | 1  | 0  | 3  | 9  | 67  | 105 | −38  | 2  | 6  |
| アメリカ合衆国 | 4  | 0  | 0  | 4  | 7  | 52  | 156 | −104 | 0  | 0  |

| プールB          | 試 | 勝 | 分 | 負 | TF | 得  | 失  | 差   | BP | 点 |
| ---------------- | -- | -- | -- | -- | -- | --- | --- | ---- | -- | -- |
| ニュージーランド | 4  | 3  | 1  | 0  | 22 | 157 | 22  | +135 | 2  | 16 |
| 南アフリカ共和国 | 4  | 3  | 0  | 1  | 27 | 185 | 36  | +149 | 3  | 15 |
| イタリア         | 4  | 2  | 1  | 1  | 14 | 98  | 78  | +20  | 2  | 12 |
| ナミビア         | 4  | 0  | 1  | 3  | 3  | 34  | 175 | –141 | 0  | 2  |
| カナダ           | 4  | 0  | 1  | 3  | 2  | 14  | 177 | –163 | 0  | 2  |

### イングランド
自国開催の前回大会でプールステージ敗退となり、前ラグビー日本代表ヘッドコーチエディー・ジョーンズを招聘したイングランドは、プールCでトンガ、アメリカ合衆国、アルゼンチンにいずれも4トライ以上のボーナスポイントを獲得して勝利し、最終戦を残して決勝トーナメントへの進出を決める。プール戦最終戦となる予定だったフランス戦は東日本台風の影響により中止となり（規定上0-0の引き分け扱い）、プールCを首位で通過する。
準々決勝ではオーストラリアに一時1点差にまで詰め寄られるもペナルティキック3本と1トライを挙げて逃げ切って勝利、準決勝では3連覇を目指すニュージーランド（オールブラックス）をパワーで圧倒し、3大会ぶりに決勝に進出した。なお準決勝でウィリー・ハインツは怪我のため、決勝ではスクラムハーフのベン・スペンサー（サラセンズ）が追加召集された。

### 南アフリカ
南アフリカは初戦のニュージーランド戦に敗れるも、ナミビア・カナダ・イタリアにいずれも4トライ以上のボーナスポイントを獲得して3連勝し準々決勝への進出を決める。
準々決勝では前回大会で敗北を喫した日本をノートライで押さえ込んで快勝、準決勝ではウェールズとの激闘を最終盤のペナルティキックで突き放し、こちらも3大会ぶりの決勝進出を決めた。

## 試合

### 詳細
| 11月2日 18:00 JST (UTC+09) | イングランド                          | 12 - 32 | 南アフリカ共和国                                                                                          | 横浜国際総合競技場（横浜） 観客数: 70,103人 レフリー: ジェローム・ガルセス（フランス） |
| 11月2日 18:00 JST (UTC+09) | PG: ファレル (4/5) 23', 35', 52', 60' | Report  | T: マピンピ 66' c コルビ 74' c G: ポラード (2/2) 67', 75' PG: ポラード (6/7) 10', 26', 39', 43', 46', 58' | 横浜国際総合競技場（横浜） 観客数: 70,103人 レフリー: ジェローム・ガルセス（フランス） |

| イングランド | 南アフリカ |

| FB                   | 15 | エリオット・デイリー       |  |      |
| RW                   | 14 | アンソニー・ワトソン       |  |      |
| OC                   | 13 | マヌ・ツイランギ           |  |      |
| IC                   | 12 | オーウェン・ファレル       |  |      |
| LW                   | 11 | ジョニー・メイ             |  |      |
| FH                   | 10 | ジョージ・フォード         |  | 49分 |
| SH                   | 9  | ベン・ヤングス             |  |      |
| N8                   | 8  | ビリー・ヴニポラ           |  |      |
| OF                   | 7  | サム・アンダーヒル         |  | 59分 |
| BF                   | 6  | トム・カリー               |  |      |
| RL                   | 5  | コートニー・ローズ         |  | 40分 |
| LL                   | 4  | マロ・イトジェ             |  |      |
| TP                   | 3  | カイル・シンクラー         |  | 2分  |
| HK                   | 2  | ジェイミー・ジョージ       |  | 49分 |
| LP                   | 1  | マコ・ヴニポラ             |  | 45分 |
| リザーブ             |    |                            |  |      |
| HK                   | 16 | ルーク・カーワン＝リッキー |  | 59分 |
| PR                   | 17 | ジョー・マーラー           |  | 45分 |
| PR                   | 18 | ダン・コール               |  | 2分  |
| LK                   | 19 | ジョージ・クルーズ         |  | 40分 |
| FL                   | 20 | マーク・ウィルソン         |  | 59分 |
| SH                   | 21 | ベン・スペンサー           |  | 75分 |
| CE                   | 22 | ヘンリー・スレイド         |  | 49分 |
| CE                   | 23 | ジョナサン・ジョゼフ       |  | 69分 |
| コーチ               |    |                            |  |      |
| エディー・ジョーンズ |    |                            |  |      |

| FB                 | 15 | ウィリー・ル・ルー           |  | 67分 |
| RW                 | 14 | チェスリン・コルビ           |  |      |
| OC                 | 13 | ルカニョ・アム               |  |      |
| IC                 | 12 | ダミアン・デアレンディ       |  |      |
| LW                 | 11 | マカゾレ・マピンピ           |  |      |
| FH                 | 10 | ハンドレ・ポラード           |  |      |
| SH                 | 9  | フランソワ・デ・クラーク     |  | 76分 |
| N8                 | 8  | ドウェイン・フェルミューレン |  |      |
| OF                 | 7  | ピーター＝ステフ・デュ・トワ |  |      |
| BF                 | 6  | シヤ・コリシ                 |  | 63分 |
| RL                 | 5  | ルード・デ・ヤハー           |  | 21分 |
| LL                 | 4  | エベン・エツベス             |  | 59分 |
| TP                 | 3  | フランス・マルヘルベ         |  | 43分 |
| HK                 | 2  | ボンギ・ムボナンビ           |  | 21分 |
| LP                 | 1  | テンダイ・ムタワリラ         |  | 43分 |
| リザーブ           |    |                              |  |      |
| HK                 | 16 | マルコム・マークス           |  | 21分 |
| PR                 | 17 | スティーブン・キッツォフ     |  | 43分 |
| PR                 | 18 | ヴィンセント・コッホ         |  | 43分 |
| LK                 | 19 | RG・スナイマン               |  | 59分 |
| LK                 | 20 | フランコ・モスタート         |  | 21分 |
| FL                 | 21 | フランソワ・ロウ             |  | 63分 |
| SH                 | 22 | ハーシェル・ヤンチース       |  | 76分 |
| CE                 | 23 | フランソワ・ステイン         |  | 67分 |
| コーチ             |    |                              |  |      |
| ラシー・エラスムス |    |                              |  |      |

| MasterCard Player of the Match ドウェイン・フェルミューレン（南アフリカ） アシスタントレフェリー ロマン・ポワト（フランス） ベン・オキーフ（ニュージーランド） テレビジョンマッチオフィシャル ベン・スキーン（ニュージーランド） |

備考
- シヤ・コリシは本試合で50試合目の代表キャップ。
- フランソワ・ステインは2007年大会以来2度目のワールドカップ優勝。南アフリカでは1995・2007のオス・デュ・ラント（英語版）に次ぎ2人目。
- 南アフリカは同年にザ・ラグビーチャンピオンシップとワールドカップを両方制した最初のチームとなった[要出典]。
- 南アフリカはプール戦で一度敗れて優勝した初のチームとなった[要出典]。
- 南アフリカは決勝で初めてトライを決めた[要出典]。
- イングランドはフランスに並び、3度目の準優勝[要出典]。
- ジェローム・ガルセスはフランス人として初めて決勝の主審を務めた[11]。

## 来賓
決勝には、ワールドラグビー会長ビル・ボーモント、大会名誉総裁の秋篠宮文仁親王・同妃紀子、安倍晋三内閣総理大臣、ラグビー・フットボール・ユニオンパトロンヘンリー王子、シリル・ラマポーザ南アフリカ共和国大統領が来場した。

## 閉会式
試合終了後の閉会式および表彰式では、リーチ・マイケルとリッチー・マコウによって運ばれたウェブ・エリス・カップが秋篠宮文仁親王からシヤ・コリシキャプテンに授与された。その後、2023年大会につなぐハンドオーバーのビデオが公開された。

## テレビ放送
日本では地上波で日本テレビが生中継を担当し、11月2日17:30 - 20:31（35分延長）に放送。解説は大畑大介と齊藤祐也、実況は蛯原哲アナ。平均視聴率は、関東地区が20.5%、関西地区は19.1%を記録した。またJ SPORTS、NHK BS1でも放送された。